# 小行星8066
小行星8066（英語：8066 Poldimeri）是一颗围绕太阳公转的小行星。1980年8月6日，R. M. West在拉西拉天文台发现了此天体。
这颗小行星的绝对星等为110.445229811204等。